# راسيل كيلي
راسيل كيلي (بالإنجليزية: Russell Kelly)‏ (10 أغسطس 1976 في المملكة المتحدة - ) هو لاعب كرة قدم بريطاني في مركز الوسط. لعب مع تشيلسي ونادي بارتيك ثيسل ونادي دندي ونادي سانت ميرين ونادي ليتون أورينت ونادي لينفيلد وÞór Akureyri ‏ ونادي آير يونايتد ودارلينجتون إف سى.

## وصلات خارجية
- راسيل كيلي على موقع قاعدة بيانات كرة القدم.إي يو (الإنجليزية)